# Словенске Горице
Словенске Горице (словен. Slovenske gorice) је највеће побрдско подручје у североисточној Републици Словенији, познато по виноградарству и производњи вина.
Словенске горице пружају се између река Драве и Муре у оквирима државе Словеније, североисточно од Марибора, Подручјео обухвата површину од приближно 1000 км². Највећи део површи је надморске висине 350 - 400 м и чине га брда и брегови који смера пружања северозапад - југоисток.
Средиште подручја је градић Ленарт. Доминирају мала насеља дуж долина потока или на гребенима брда. Словенске Горице спадају у слабо развијено и стога исељеничко подручје Словеније.